# Phideaux
Phideaux is een Amerikaanse muziekgroep, die opereert vanuit Los Angeles. Centrale man in de band is Phideaux Xavier, die naast muziek maken ook componeert en televisieregisseur en –producent is. Hij bekostigt zijn muziekleven met het productiewerk voor televisie met onder andere werk voor The Young and Restless (2007-2008).
Phideaux Xavier groeide op in Hastings-on-Hudson, net buiten New York, en musiceert al vanaf de middelbare school. Hij zat in (in Nederland) onbekende bandjes als
Sally Dick & Jane (naam ontleend aan een boek van waaruit kinderen leren te lezen, punkachtige muziek), Neck Tie Party, The SunMachine (folkachtig) en Satyricon Joy Division-achtig. In 1992 volgde een eerste album Friction, dat in beperkte oplage verscheen. 
Vanuit die bandjes nam hij steeds musici op sleeptouw;
- de gezusters Molly en Linda Ruttan  en Valerie Gracious uit Sally
- Ariel Farber uit The SunMachine
- Gabriel Moffat en Mark Sherkus ontmoet hij op straat; een hechtere binding ontstaat wanneer Gabriel en Molly trouwen;
- Rich Hutchins komt mee uit Satyricon.

Het gehele gezelschap komt bij elkaar in de "band – project" Phideaux, dat vanaf 2002 regelmatig muziekalbums uitgeeft op hun eigen label Bloodfish Records. 

## Discografie
- Friction (1993)
- Fiendish (2003)
- Ghost Story (2004)
- Chupacabras (2005)
- 313 (2006)
- The Great Leap (2006)
- Doomsday Afternoon (2007)
- Number Seven (2009)
- 7½ (niet verschenen, 2010)
- Snowtorch (2011)
- Infernal (2018)

### Gastverschijningen
- Ayreon – 01011001 (2008) – stem van PX op het nummer Web of lies